# Мария Аданес
Мария Аданес (на испански: María Adánez Almenara) е испанска актриса. По-популярните ѝ роли са в сериалите "Pepa y Pepe", "Farmacia de guardia" и „Щурите съседи“ (77 епизода, 4 сезона), в ролята на Лусия. Участва и в 7-и и 8-и сезон на „Новите съседи“ (29 епизода) в ролята на Ребека.